# Dominique Lefèvre
Pour les articles homonymes, voir Dominique Lefèvre (homonymie) et Lefèvre.
Dominique Lefèvre (peut-être Lefebvre, en russe Доминик Лефевр ; né à une date inconnue et mort en 1812) est un danseur et chorégraphe français actif en Russie au début du XIXe siècle.

## Biographie
Dominique Lefèvre a été invité en Russie et a travaillé dans la troupe impériale de Saint-Pétersbourg durant la période 1774-1783 ou 1809. Dans le même temps, il a enseigné la danse classique au collège à la troupe impériale et dans les écoles privées.
En 1808 ou 1809 il a été transféré dans la troupe impériale de Moscou où il a dirigé les classes du ballet à l'École de la troupe Moscou. Il a dirigé le Ballet de Moscou de 1808 à 1811. Bien que remplacé en 1811 par Adam Glouchkovsky, il a continué à travailler dans la troupe de Moscou pour laquelle il a créé de nombreux ballets.
En raison de sa nationalité française, Dominique Lefèvre quitte Moscou en 1812 lors de l'avancée des troupes napoléoniennes en Russie. Profitant de la retraite française, il suit l'armée impériale et est tué dans la bataille contre les Russes à la fin de novembre 1812.